# Rosinos de la Requejada
Rosinos de la Requejada település Spanyolországban,  Zamora tartományban. Rosinos de la Requejada Espadañedo, Asturianos, Palacios de Sanabria, Robleda-Cervantes, San Justo, Encinedo és Truchas községekkel határos. Lakosainak száma 305 fő (2024).

## Népesség
A település népessége az utóbbi években az alábbiak szerint változott:
| Lakosok száma | 508  | 492  | 469  | 429  | 424  | 395  | 383  | 357  | 322  | 305  |
|               | 2001 | 2004 | 2007 | 2009 | 2012 | 2014 | 2017 | 2019 | 2022 | 2024 |